# Sirmium Legionaries
I Sirmium Legionaries sono stati una squadra di football americano di Sremska Mitrovica, in Serbia; fondati nel 2002, sono stati la prima società di football americano a nascere nel Paese. Hanno chiuso nel 2018.

## Dettaglio stagioni

### Tackle

#### Tornei nazionali

##### Campionato

###### Superliga/Prva Liga (primo livello)
| Stagione | regular season | regular season | regular season | regular season | regular season | regular season | playoff | playoff | playoff | playoff | playoff | playoff        | playoff          |
|          | Vin            | Par            | Per            | Tot            | PF             | PS             | Vin     | Per     | Tot     | PF      | PS      | risultato      | avversaria       |
| -------- | -------------- | -------------- | -------------- | -------------- | -------------- | -------------- | ------- | ------- | ------- | ------- | ------- | -------------- | ---------------- |
| 2004     | ?              | ?              | ?              | ?              | ?              | ?              | ?       | ?       | ?       | ?       | ?       | ?              | ?                |
| 2005     | ?              | ?              | ?              | ?              | ?              | ?              | ?       | ?       | ?       | ?       | ?       | ?              | ?                |
| 2007     | ?              | ?              | ?              | ?              | ?              | ?              | ?       | ?       | ?       | ?       | ?       | ?              | ?                |
| 2011     | 2              | 0              | 4              | 6              | 88             | 87             | -       | -       | -       | -       | -       | -              | -                |
| 2013     | 1              | 0              | 6              | 7              | 80             | 184            | -       | -       | -       | -       | -       | Retrocessi     | -                |
| 2015     | 1              | 0              | 6              | 7              | 137            | 204            | 1       | 0       | 1       | 40      | 12      | Non retrocessi | Kikinda Mammoths |
| 2016     | 2              | 0              | 5              | 7              | 153            | 204            | -       | -       | -       | -       | -       | -              | -                |
| 2017     | 2              | 0              | 5              | 7              | 114            | 219            | 0       | 1       | 1       | 0       | 40      | Wild Card      | Novi Sad Dukes   |
| 2018     | 1              | 0              | 6              | 7              | 65             | 217            | -       | -       | -       | -       | -       | Retrocessi     | -                |
| Totale   | 9+?            | 0+?            | 32+?           | 41+?           | 637+?          | 1115+?         | 1+?     | 1+?     | 2+?     | 40+?    | 52+?    |                |                  |

Fonti: Enciclopedia del Football - A cura di Roberto Mezzetti

###### Prva Liga (secondo livello)
| Stagione | regular season | regular season | regular season | regular season | regular season | regular season | playoff | playoff | playoff | playoff | playoff | playoff   | playoff               |
|          | Vin            | Par            | Per            | Tot            | PF             | PS             | Vin     | Per     | Tot     | PF      | PS      | risultato | avversaria            |
| -------- | -------------- | -------------- | -------------- | -------------- | -------------- | -------------- | ------- | ------- | ------- | ------- | ------- | --------- | --------------------- |
| 2012     | 7              | 0              | 1              | 8              | 205            | 79             | -       | -       | -       | -       | -       | Promossi  | -                     |
| 2014     | 6              | 0              | 0              | 6              | 220            | 25             | 1       | 0       | 1       | 41      | 8       | Promossi  | Kraljevo Royal Crowns |
| Totale   | 13             | 0              | 1              | 14             | 425            | 104            | 1       | 0       | 1       | 41      | 8       |           |                       |

Fonti: Enciclopedia del Football - A cura di Roberto Mezzetti

###### Juniorska Liga
| Stagione | regular season | regular season | regular season | regular season | regular season | regular season | playoff | playoff | playoff | playoff | playoff | playoff    | playoff               |
|          | Vin            | Par            | Per            | Tot            | PF             | PS             | Vin     | Per     | Tot     | PF      | PS      | risultato  | avversaria            |
| -------- | -------------- | -------------- | -------------- | -------------- | -------------- | -------------- | ------- | ------- | ------- | ------- | ------- | ---------- | --------------------- |
| 2015     | 5              | 0              | 1              | 6              | 125            | 21             | 0       | 1       | 1       | 22      | 17      | Semifinale | Kragujevac Wild Boars |
| 2016     | 2              | 0              | 2              | 4              | 81             | 83             | -       | -       | -       | -       | -       | -          | -                     |
| 2017     | 0              | 0              | 4              | 4              | 12             | 150            | -       | -       | -       | -       | -       | -          | -                     |
| Totale   | 7              | 0              | 7              | 14             | 218            | 254            | 0       | 1       | 1       | 22      | 17      |            |                       |

Fonti: Enciclopedia del Football - A cura di Roberto Mezzetti

#### Tornei internazionali

##### SELAF
| Stagione | regular season | regular season | regular season | regular season | regular season | regular season | playoff | playoff | playoff | playoff | playoff | playoff   | playoff    |
|          | Vin            | Par            | Per            | Tot            | PF             | PS             | Vin     | Per     | Tot     | PF      | PS      | risultato | avversaria |
| -------- | -------------- | -------------- | -------------- | -------------- | -------------- | -------------- | ------- | ------- | ------- | ------- | ------- | --------- | ---------- |
| 2006     | 1              | 0              | 7              | 8              | 54             | 215            | -       | -       | -       | -       | -       | -         | -          |
| Totale   | 1              | 0              | 7              | 8              | 54             | 215            | -       | -       | -       | -       | -       |           |            |

Fonti: Enciclopedia del Football - A cura di Roberto Mezzetti

##### CEFL Cup
| Stagione | regular season | regular season | regular season | regular season | regular season | regular season | playoff | playoff | playoff | playoff | playoff | playoff   | playoff    |
|          | Vin            | Par            | Per            | Tot            | PF             | PS             | Vin     | Per     | Tot     | PF      | PS      | risultato | avversaria |
| -------- | -------------- | -------------- | -------------- | -------------- | -------------- | -------------- | ------- | ------- | ------- | ------- | ------- | --------- | ---------- |
| 2017     | 0              | 0              | 3              | 3              | 25             | 76             | -       | -       | -       | -       | -       | -         | -          |
| Totale   | 0              | 0              | 3              | 3              | 25             | 76             | -       | -       | -       | -       | -       |           |            |

Fonti: Enciclopedia del Football - A cura di Roberto Mezzetti

##### Alpe Adria Football League
| Stagione | regular season | regular season | regular season | regular season | regular season | regular season | playoff | playoff | playoff | playoff | playoff | playoff   | playoff    |
|          | Vin            | Par            | Per            | Tot            | PF             | PS             | Vin     | Per     | Tot     | PF      | PS      | risultato | avversaria |
| -------- | -------------- | -------------- | -------------- | -------------- | -------------- | -------------- | ------- | ------- | ------- | ------- | ------- | --------- | ---------- |
| 2015     | 5              | 1              | 1              | 7              | 227            | 54             | -       | -       | -       | -       | -       | -         | -          |
| Totale   | 5              | 1              | 1              | 7              | 227            | 54             | -       | -       | -       | -       | -       |           |            |

Fonti: Enciclopedia del Football - A cura di Roberto Mezzetti

### Flag

#### Seniorska Fleg Liga
| Stagione | regular season | regular season | regular season | regular season | regular season | regular season | playoff | playoff | playoff | playoff | playoff | playoff   | playoff    |
|          | Vin            | Par            | Per            | Tot            | PF             | PS             | Vin     | Per     | Tot     | PF      | PS      | risultato | avversaria |
| -------- | -------------- | -------------- | -------------- | -------------- | -------------- | -------------- | ------- | ------- | ------- | ------- | ------- | --------- | ---------- |
| 2015     | 1              | 0              | 3              | 4              | 78             | 137            | -       | -       | -       | -       | -       | -         | -          |
| Totale   | 1              | 0              | 3              | 4              | 78             | 137            | -       | -       | -       | -       | -       |           |            |

Fonti: Enciclopedia del Football - A cura di Roberto Mezzetti

#### Ženska Fleg Liga
| Stagione | regular season | regular season | regular season | regular season | regular season | regular season | playoff | playoff | playoff | playoff | playoff | playoff     | playoff    |
|          | Vin            | Par            | Per            | Tot            | PF             | PS             | Vin     | Per     | Tot     | PF      | PS      | risultato   | avversaria |
| -------- | -------------- | -------------- | -------------- | -------------- | -------------- | -------------- | ------- | ------- | ------- | ------- | ------- | ----------- | ---------- |
| 2015     | 6              | 0              | 0              | 6              | 184            | 122            | 0       | 2       | 2       | 38      | 69      | Terzo posto | [ 1 ]      |
| 2016     | 5              | 0              | 3              | 8              | 257            | 164            | ?       | ?       | ?       | ?       | ?       | ?           | ?          |
| 2017     | 5              | 0              | 1              | 6              | 158            | 73             | ?       | ?       | ?       | ?       | ?       | ?           | ?          |
| Totale   | 16             | 0              | 4              | 20             | 599            | 359            | 0+?     | 2+?     | 2+?     | 38+?    | 69+?    |             |            |

Fonti: Enciclopedia del Football - A cura di Roberto Mezzetti

#### Pionirska Fleg Liga
| Stagione | regular season | regular season | regular season | regular season | regular season | regular season | playoff | playoff | playoff | playoff | playoff | playoff   | playoff    |
|          | Vin            | Par            | Per            | Tot            | PF             | PS             | Vin     | Per     | Tot     | PF      | PS      | risultato | avversaria |
| -------- | -------------- | -------------- | -------------- | -------------- | -------------- | -------------- | ------- | ------- | ------- | ------- | ------- | --------- | ---------- |
| 2015     | 3              | 0              | 3              | 6              | 116            | 161            | -       | -       | -       | -       | -       | -         | -          |
| 2016     | 2              | 0              | 9              | 11             | 90             | 336            | -       | -       | -       | -       | -       | -         | -          |
| 2017     | 3              | 0              | 3              | 6              | 104            | 185            | -       | -       | -       | -       | -       | -         | -          |
| Totale   | 8              | 0              | 15             | 23             | 310            | 682            | -       | -       | -       | -       | -       |           |            |

Fonti: Enciclopedia del Football - A cura di Roberto Mezzetti

### Riepilogo fasi finali disputate
| Anno           | Luogo             | Evento    | Fase del torneo         | Incontro                                    | Risultato |
| 22 giugno 2014 | Sremska Mitrovica | Prva Liga | Spareggio promozione    | Sirmium Legionaries - Kraljevo Royal Crowns | 41 - 8    |
| 27 giugno 2015 | Sremska Mitrovica | Prva Liga | Spareggio retrocessione | Sirmium Legionaries - Kikinda Mammoths      | 40 - 12   |
| 17 giugno 2017 |                   | Prva Liga | Wild Card               | Novi Sad Dukes - Sirmium Legionaries        | 40 - 0    |

## Palmarès
- 1 Arena League Srbija (2011)